# عملية الملاكم
حملة تونس
عملية الملاكم أو معركة خط مارث أو معركة مارث (بالفرنسية: Opération Pugilist أو Bataille de la ligne Mareth)‏ هي معركة وعملية قامت بها قوات الحلفاء في الحرب العالمية الثانية كجزء من حملة تونس، ووقعت في مارس 1943.

في خطته الأولية، أعلن الجنرال البريطاني برنارد مونتغمري الغرض من عملية الملاكم هو تدمير العدو الذي يواجه الآن الجيش الثامن في خط مارث، والمضي قدما لأخذ وتحرير صفاقس.

عملية الملاكم لم تكن حاسمة، ولم تسمح باختراق العدو كاملا. ولكن سمحت من جهة أخرى بوضع مسار قيادة بديل، إذا السيطرة على قواعد سوبر تشارج 2، مناورة التفافية من خلال طوق تباغة.